# CyberLink
CyberLink (chinesisch 訊連科技, Pinyin Xunlian Keji) ist ein taiwanisches Computerunternehmen mit Hauptsitz in Neu-Taipeh. Gegründet wurde das Unternehmen 1996 von Jau Huang, Professor an der National Taiwan University.
CyberLinks Produkt-Portfolio umfasst Wiedergabe-Software für digitale Medien (Blu-ray Discs), hochauflösende Videos in verschiedenen Formaten, DVDs, VCDs mit dem Programm PowerDVD, Bearbeitungs-Software für Videos und Diashows wie PowerDirector und MediaShow, Produkte für das „digitale Zuhause“ wie PowerCinema, sowie Mobile TV Solutions für alle mobile TV-Standards in Europa, Asien und den USA.
CyberLink-Software ist durch OEM-Partner auf vielen PCs und Laptops vorinstalliert, oft jedoch unter anderem Namen. Unter anderem bündeln Unternehmen wie Acer, Asus, Dell, Fujitsu, Fujitsu Siemens, Gateway, HP, LG, Lenovo, Medion, Samsung, Sony und Toshiba ihre Hardware mit CyberLink-Software.
CyberLink beschäftigt über 700 Mitarbeiter, davon 500 in Forschung und Entwicklung. Niederlassungen befinden sich in Europa, Nordamerika und in der Asien-Pazifik-Region.

## Unternehmensleitung
Der heutige Vorsitzende Jau Huang gründete 1996 CyberLink Corp. mit Fokus auf die Entwicklung von digitalen Video- und Internettechnologien. Er leitet persönlich das Produktentwicklungs-Team, das aus Produktmanagern, Software-Entwicklern und Test-Ingenieuren besteht.
Alice H. Chang ist seit 1997 CEO von CyberLink. Sie war frühere Vizepräsidentin von Trend Micro und Investmentkonsultantin bei der Citigroup und brachte CyberLink im Jahr 2004 an die Taiwanische Börse.

## Produkte
- CyberLink PhotoDirector – Bildbearbeitungssoftware
- CyberLink PowerDVD – Medienwiedergabe-Software
- CyberLink PowerDirector – Videobearbeitungs-Software
- CyberLink PowerCinema – Multimedia-Center-Software
- CyberLink DVD Suite – Produkt-Suite mit verschiedenen Programmen zur DVD-Wiedergabe, Videobearbeitung und zum Brennen von Daten
- CyberLink YouCam – Software für Webcam-Videochats
- CyberLink MediaShow – Erzeugung von Diashows: Bildershow-Programme
- CyberLink PowerRecover – Software für die Systemwiederherstellung (nur als OEM-Produkt, wurde beispielsweise von Medion eingesetzt)